# Hilti (Unternehmen)
Die Hilti AG ist ein liechtensteinischer Werkzeughersteller mit Hauptsitz in Schaan. Das Unternehmen erlangte im Handwerk mit seinem elektro-pneumatischen Bohrhammer Bekanntheit und produziert spezielle Befestigungstechnik. Die Hilti AG beschäftigt insgesamt rund 34'000 Personen, davon ca. 1‘500 in Liechtenstein, womit sie nach der ThyssenKrupp Presta AG der zweitgrösste Arbeitgeber des Fürstentums ist.

## Geschichte

### Gründung und erste Jahre
Am 1. Dezember 1941 gründeten die Brüder Martin (1915–1997) und Eugen Hilti (1911–1964) in Schaan im Fürstentum Liechtenstein, wo sich noch heute der Hauptsitz befindet, die Maschinenbau Hilti OHG als Zulieferer für die nationalsozialistische deutsche Rüstungsindustrie. Bei der Produktion der Hilti OHG handelte es sich teils um funktional kriegswichtige Güter wie Bestandteile für Panzermotoren, teils um Kriegsmaterial wie Elemente von Geschosszündern. Beliefert wurden vor allem die Rüstungsfirmen Maybach-Motorenbau in Friedrichshafen und die Robert Bosch GmbH in Stuttgart.
Die Produktion startete mit sechs Mitarbeitern, bis zum Kriegsende stieg die Belegschaft auf 91. Mit dem Ende des Dritten Reiches geriet die Hilti OHG aufgrund erheblicher Aussenstände in wirtschaftliche Schwierigkeiten und beinahe in Konkurs. Erst 1950 konnte mit dem Einstieg in die Befestigungstechnik ein erfolgreicher wirtschaftlicher Neuanfang geschafft werden.
1952 brachte Hilti das erste selbstentwickelte Direktbefestigungsgerät Perfix auf den Markt und entwickelte sich zunehmend in Richtung Befestigungstechnik. Im Jahr 1960 wurde die Maschinenbau Hilti OHG schliesslich in die Hilti Aktiengesellschaft umgewandelt.

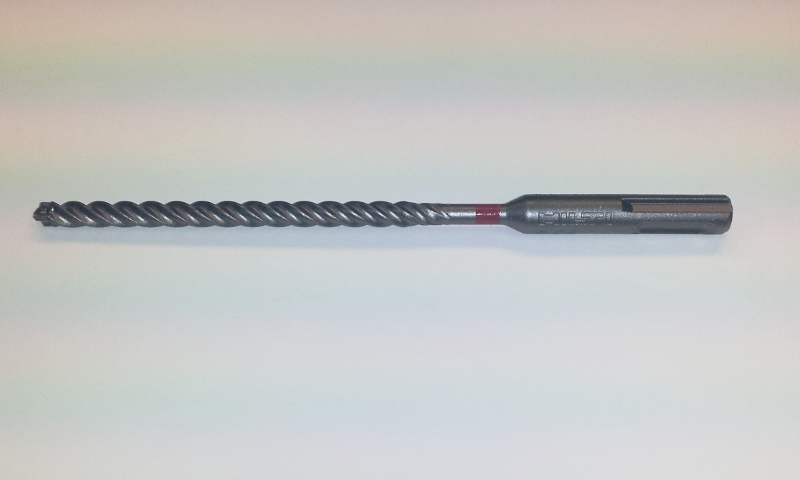
Hilti Betonbohrer

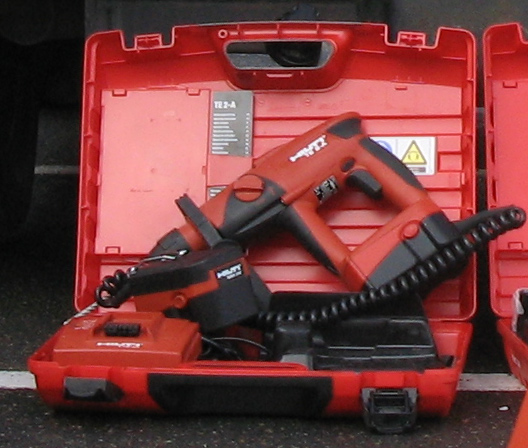
Hilti Akkubohrhammer

### Elektropneumatische Bohrhämmer
1967 startete mit der Hilti TE 17 die wohl bekannteste Produktreihe des Unternehmens: Die kleinen elektropneumatischen Bohrhämmer der 5-kg-Klasse. Es handelt sich um Elektrowerkzeuge, die zwar grösser als eine Elektro-Handbohrmaschine sind, aber besonders effizient und mit wenig Anpresskraft des Anwenders in Beton bohren können und sich deswegen in der Baubranche schnell verbreiten konnten. Dieses Bohrprinzip wurde ursprünglich vom weit älteren Elektrowerkzeughersteller C. & E. Fein bereits 1914 patentiert. Nach Ablauf des Patents wurde es für viele andere Hersteller zugänglich.

### Ab 2000

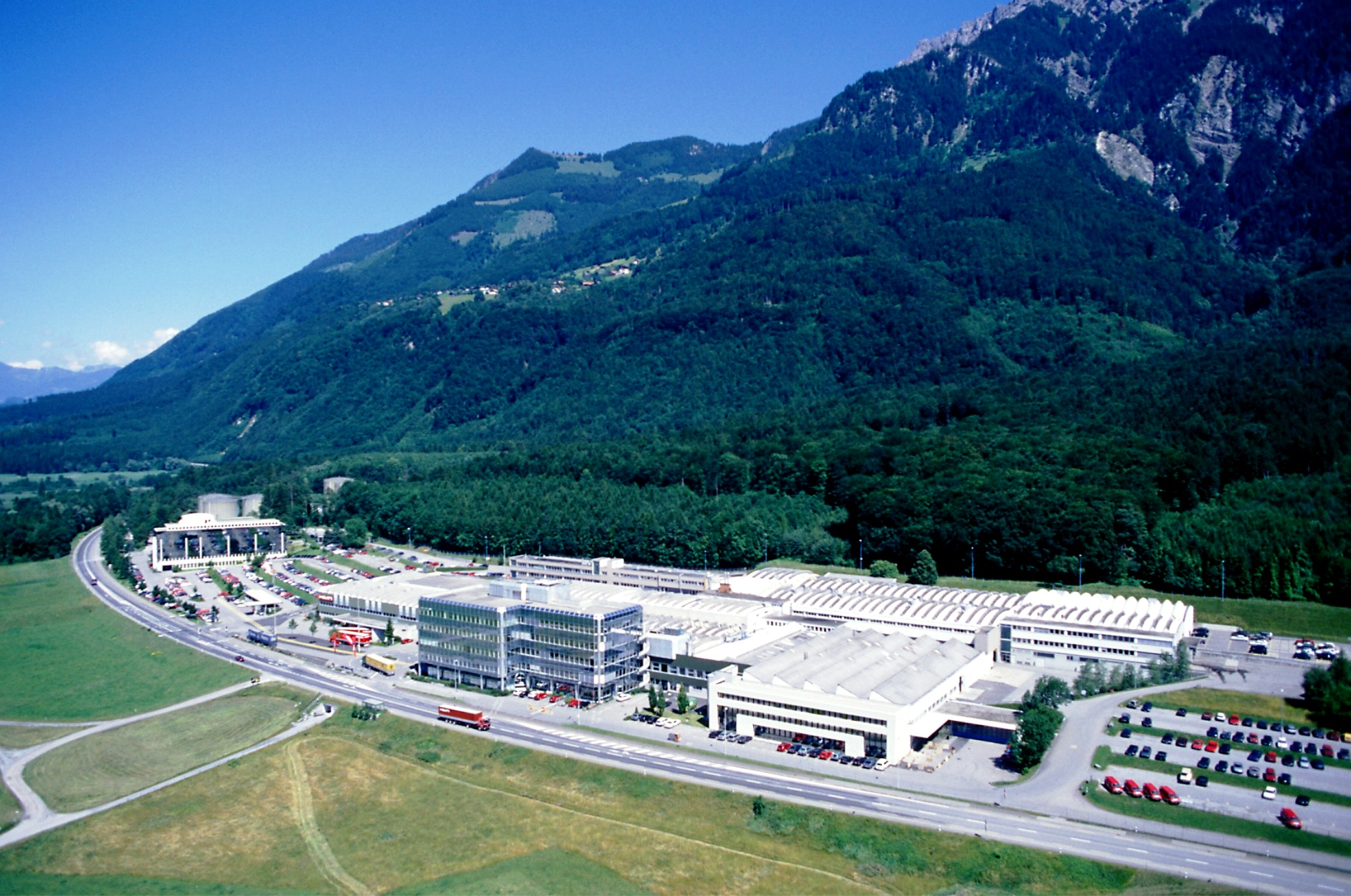
Hauptsitz der Hilti AG in Schaan

Die Hilti AG beschäftigte Ende 2020 rund 30'000 Mitarbeiter und unterhielt Niederlassungen in über 120 Ländern.
Der Nettoumsatz belief sich 2020 auf 5,3 Mrd. CHF, der Betriebsgewinn auf 728 Mio. und der Reingewinn auf 531 Mio. Für Forschung und Entwicklung wurden 6,7 % des Umsatzes verwendet.
Alle stimmberechtigten Aktien sind im Eigentum des Martin Hilti Family Trusts. Zwischen den Jahren 1986 und 2003 wurden stimmrechtslose Partizipationsscheine des Unternehmens an der Börse gehandelt.
Die Familie kaufte 2003 die Partizipationsscheine weitgehend zurück und nahm diese dann von der Börse, wobei den restlichen Anlegern ein Übernahmeangebot gemacht wurde, das fast alle annahmen. Mittlerweile sind 99 % der Anteile im Vermögen des Hilti-Familientrusts.
Von 1990 an stand Michael Hilti, der Sohn des Gründers Martin Hilti, an der Spitze der Hilti AG. Seit dem Jahr 2007 ist Michael Hilti nur noch einfaches Mitglied des Verwaltungsrats, dessen Leitung der bis Ende 2006 amtierende Vorstandsvorsitzende Pius Baschera übernommen hat. Der ehemalige Technikvorstand Bo Risberg rückte gleichzeitig an die Spitze des Vorstands nach. Im März 2013 kündigte das Unternehmen den Rücktritt Risbergs altershalber zum Ende des Jahres an. Seit 2014 leitet Finanzchef Christoph Loos das Unternehmen. Beim Verwaltungsrat erfolgte der Wechsel des Präsidiums 2017 von Pius Baschera zu Hermann Fischer, welcher von der Ostschweizer Firma Adolph Saurer AG zu Hilti gestossen war.

## Struktur

### Niederlassungen
Der Hauptsitz der Hilti-Gruppe befindet sich in Schaan im Fürstentum Liechtenstein. Die Hauptniederlassung von Hilti Deutschland befindet sich in Kaufering, im oberbayerischen Landkreis Landsberg am Lech. Die Zentrale von Hilti Österreich befindet sich in Wien und die der Hilti Schweiz in Adliswil.

### Vertrieb

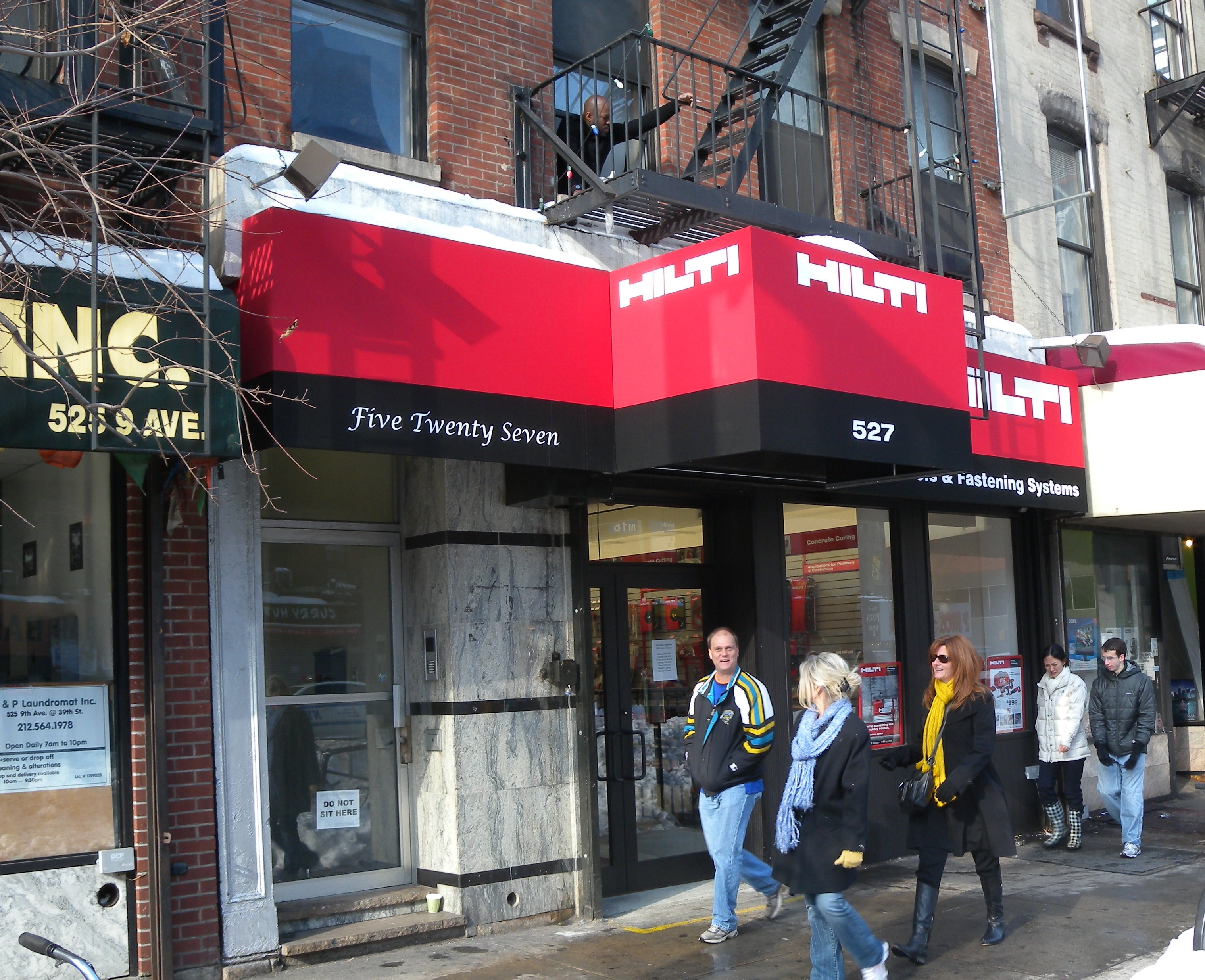
Verkaufsstelle der Hilti AG in New York (2010)

Der Vertrieb der Produkte erfolgt über eigene Vertriebs- und Kundenservice, sowie online und über eigene Shops, genannt Hilti Stores. Hilti bietet einen Leasing-Dienst für seine Produkte, das sogenannte Hilti Flottenmanagement an.

### Geschäftsfelder
Mit der Bohr- und Abbruchtechnik ist Hilti einer breiten Öffentlichkeit bekannt. Die weite Verbreitung von Bohr- und Abbruchhammern des Unternehmens in der Baubranche hat in einigen Regionen dazu geführt, dass diese generisch als «Hilti» bezeichnet werden.
Die Produktpalette von Hilti gliedert sich in folgende Geschäftsfelder:
- Ankersysteme
- Direktes und Schraubbefestigen
- Brandschutzsysteme
- Diamantsysteme
- Mess-Systeme
- Installationssysteme
- Elektrische Werkzeuge und Zubehör

Am weitesten verbreitet sind die Elektrowerkzeuge des Unternehmens. Neben den klassischen kabelgebundenen Bohrhämmern des Unternehmens führte Hilti in den 2010er Jahren auch akkubetriebenes Elektrowerkzeug ein. Dabei verwendet Hilti ein eigenes 22 Volt- und 36 Volt-System. 2022 führte das Unternehmen eine neue Akkuserie unter dem Namen "Nuron" ein. Neben höheren Kapazitäten verfügen die Akkus über Datenspeicher, die Werkzeugdaten beim Laden in eine Cloud senden.
Im Dezember 2020 stellte Hilti einen semiautonomen Bohrroboter Jaibot vor.

## Auszeichnungen
- 2003: Carl-Bertelsmann-Preis für die Unternehmenskultur der Hilti AG
- 2008: Sieger beim Wettbewerb «Excellence in Production» in der Kategorie «Interner Werkzeugbau unter 100 Mitarbeiter»
- 2010, 2015: Finalist beim Wettbewerb «Excellence in Production» in der Kategorie «Interner Werkzeugbau unter 100 Mitarbeiter»[15]
- 2017: Fünf Red Dot Design Awards[16] und fünf IF product design awards.[17]

## Hilti Foundation
Die 1996 formell aufgrund eines Projektes von Franck Goddio gestiftete Hilti Foundation setzt sich für Projekte im kulturellen, sozialen und wissenschaftlichen Bereich wie auch im Ausbildungsbereich ein, so werden u. a. meeresarchäologische Projekte gefördert. Daneben fördert die Stiftung die Entwicklung von nachhaltigen und marktrelevanten Technologien für bezahlbaren Wohnraum. Durch die Base-Bahay-Foundation auf den Philippinen wurde mit lokalen Partnern 800 Bambushäuser gebaut. Zwei Prozent des jährlichen Gewinns der Hilti-Gruppe fliessen in die Foundation.